# Хелмець (гміна)
Гміна Хелмець (пол. Gmina Chełmiec) — сільська гміна у південній Польщі. Належить до Новосондецького повіту Малопольського воєводства.
Станом на 31 грудня 2011 у гміні проживало 26586 осіб.

## Площа
Згідно з даними за 2007 рік площа гміни становила 112.70 км², у тому числі:
- орні землі: 60.00%
- ліси: 28.00%

Таким чином, площа гміни становить 7.27% площі повіту.

## Населення
Станом на 31 грудня 2011:
| Опис     | Загалом | Загалом | Чоловіки | Чоловіки | Жінки | Жінки |
| -------- | ------- | ------- | -------- | -------- | ----- | ----- |
| одиниця  | осіб    | %       | осіб     | %        | осіб  | %     |
| все      | 26586   | 100     | 13314    | 50.08    | 13272 | 49.92 |
| міське   | 0       | 100     | 0        |          | 0     |       |
| сільське | 26586   | 100     | 13314    | 50.08    | 13272 | 49.92 |

## Сусідні гміни
Гміна Хелмець межує з такими гмінами: Ґрибув, Ґрудек-над-Дунайцем, Камйонка-Велька, Коженна, Ліманова, Лососіна-Дольна, Подеґродзе.